# Filozofická fakulta Trnavské univerzity v Trnavě
Filozofická fakulta Trnavské univerzity vznikla v roce 1992 pod původním názvem Fakulta humanistiky. Spolu s Pedagogickou fakultou Trnavské univerzity je zakládající fakultou současné Trnavské univerzity.

## Katedry
- Katedra dějin a teorie umění
- Katedra filozofie
- Katedra historie
- Katedra klasické archeologie
- Katedra klasických jazyků
- Katedra politologie
- Katedra psychologie
- Katedra sociologie

## Studijní obory
- bakalářský a magisterský stupeň
  - dějiny a teorie umění
  - filozofie
  - historie
  - klasická archeologie
  - politologie
  - psychologie
  - sociologie
- doktorský stupeň
  - dějiny a teorie výtvarného umění a architektury
  - klasická archeologie
  - slovenské dějiny
  - psychologie
  - filozofie
  - teorie a metodologie sociologie